# Fermanville
Fermanville – miejscowość i gmina we Francji, w regionie Normandia, w departamencie Manche.
Według danych na rok 1990 gminę zamieszkiwało 1271 osób, a gęstość zaludnienia wynosiła 110 osób/km² (wśród 1815 gmin Dolnej Normandii Fermanville plasuje się na 177. miejscu pod względem liczby ludności, natomiast pod względem powierzchni na miejscu 415.).